# العلاقات الإيرانية البولندية
العلاقات الإيرانية البولندية هي العلاقات الثنائية التي تجمع بين إيران وبولندا.

## مقارنة بين البلدين
هذه مقارنة عامة ومرجعية للدولتين:
| وجه المقارنة                                              | إيران                    | بولندا                                                                             |
| --------------------------------------------------------- | ------------------------ | ---------------------------------------------------------------------------------- |
| المساحة (كم2)                                             | 1.65 مليون               | 312.68 ألف                                                                         |
| عدد السكان (نسمة)                                         | 79.97 مليون              | 38.43 مليون                                                                        |
| الكثافة السكانية (ن./كم²)                                 | 48.47                    | 122.91                                                                             |
| العاصمة                                                   | طهران                    | وارسو                                                                              |
| اللغة الرسمية                                             | لغة فارسية               | اللغة البولندية                                                                    |
| العملة                                                    | ريال إيراني              | زلوتي بولندي                                                                       |
| الناتج المحلي الإجمالي (بليون دولار)                      | 439.51 مليار             | 524.51 مليار                                                                       |
| الناتج المحلي الإجمالي (تعادل القوة الشرائية) بليون دولار | 1.36 تريليون             | 1.02 تريليون                                                                       |
| الناتج المحلي الإجمالي الاسمي للفرد دولار أمريكي          |                          | 12.55 ألف                                                                          |
| الناتج المحلي الإجمالي للفرد دولار أمريكي                 |                          | 26.14 ألف                                                                          |
| مؤشر التنمية البشرية                                      | 0.766                    | 0.843                                                                              |
| رمز المكالمات الدولي                                      | +98                      | +48                                                                                |
| رمز الإنترنت                                              | .ir،                     | .pl                                                                                |
| المنطقة الزمنية                                           | ت ع م+03:30، توقيت إيران | توقيت وسط أوروبا، ت ع م+01:00، ت ع م+02:00، أوروبا/وارسو ‏، توقيت وسط أوروبا الصيفي |

## منظمات دولية مشتركة
يشترك البلدان في عضوية مجموعة من المنظمات الدولية، منها:
| علم المنظمة | اسم المنظمة                        | تاريخ انضمام إيران | تاريخ انضمام بولندا |
| ----------- | ---------------------------------- | ------------------ | ------------------- |
|             | مؤسسة التنمية الدولية              | 10 أكتوبر 1960     | 28 أكتوبر 1960      |
|             | يونسكو                             | 6 سبتمبر 1948      | 6 نوفمبر 1946       |
|             | وكالة ضمان الاستثمار متعدد الأطراف | 15 ديسمبر 2003     | 29 يونيو 1990       |
|             | الأمم المتحدة                      | 24 أكتوبر 1945     | 24 أكتوبر 1945      |
|             | الفريق المعني برصد الأرض           | ?                  | ?                   |
|             | الاتحاد البريدي العالمي            | ?                  | 1 مايو 1919         |
|             | البنك الدولي للإنشاء والتعمير      | 29 ديسمبر 1945     | 27 يونيو 1986       |
|             | المنظمة الهيدروغرافية الدولية      | ?                  | ?                   |
|             | منظمة حظر الأسلحة الكيميائية       | ?                  | ?                   |
|             | مؤسسة التمويل الدولية              | 28 ديسمبر 1956     | 29 ديسمبر 1987      |
|             | منظمة الشرطة الجنائية الدولية      | ?                  | ?                   |

## أعلام
هذه قائمة لبعض الشخصيات التي تربطها علاقات بالبلدين:
- دانييل دافاري (لاعب كرة قدم إيراني، 6 يناير 1988[17] – )

## وصلات خارجية
- موقع وزارة الخارجية الإيرانية
- موقع وزارة الخارجية البولندية